# Icebergs (essai)
Pour les articles homonymes, voir Icebergs.
Icebergs est un essai de Tanguy Viel paru le 9 octobre 2019 aux éditions de Minuit.

## Résumé
Le livre est constitué de dix textes de réflexion sur la littérature, présentés sous la forme de courts essais « arctiques » s'attachant à définir le lien, visible au-dessus de la surface, entre la pensée et l'écriture.

## Accueil de la critique
L'essai est particulièrement bien accueilli par la critique lors de sa parution,, notamment par l'écrivaine Camille Laurens qui lui consacre une importante recension dans Le Monde dans laquelle elle décèle une « sorte d’autoportrait scriptural où Tanguy Viel approfondit son rapport intime à la littérature », tandis que pour Patrick Kéchichian dans La Croix  l'auteur « fait un pas de côté pour se regarder écrire et lire, deux actes solidaires et complémentaires ».

## Éditions
- Les Éditions de Minuit, 2019  (ISBN 9782707345745)[5]